# Festival Internacional de Cinema de Berlim 1955
A 5ª edição anual do Festival Internacional de Cinema de Berlim foi realizado entre os dias 24 de junho a 5 de julho de 1955. O festival deste ano não deu nenhum prêmio oficial do júri, em vez disso, os prêmios foram concedidos pelo voto do público. Isso continuou até que a FIAPF concedeu a Berlim como "status A" em 1956. O Urso de Ouro foi concedido ao filme alemão Die Ratten pelo voto do público.

## Filmes em competição
Os seguintes filmes competiram pelo prêmio Urso de Ouro:
| † | Vencedor do prêmio principal de melhor filme em sua seção |
| Título                    | Diretor(es)                 | País           |
| ------------------------- | --------------------------- | -------------- |
| Carmen Jones              | Otto Preminger              | Estados Unidos |
| Continente perduto        | Enrico Gras e Giorgio Moser | Itália         |
| Die Ratten                | Robert Siodmak              | Alemanha       |
| Im Schatten des Karakorum | Eugen Schuhmacher           | Alemanha       |
| Marcelino, pan y vino     | Ladislao Vajda              | Espanha        |
| Pantomimes                | Paul Paviot                 | França         |
| Siam                      | Ralph Wright                | Estados Unidos |
| The Vanishing Prairie     | James Algar                 | Estados Unidos |
| Zimmerleute des Waldes    | Heinz Sielmann              | Alemanha       |

## Prêmios
Os seguintes prêmios foram concedidos por votos do público:
- Urso de Ouro: Die Ratten por Robert Siodmak
- Urso de Prata: Marcelino, pan y vino por Ladislao Vajda
- Urso de Bronze: Carmen Jones by Otto Preminger
- Grande Medalha de Ouro (documentários e filmes de cultura): The Vanishing Prairie por James Algar
- Grande Medalha de Prata (documentários e filmes de cultura): Continente perduto por Enrico Gras e Giorgio Moser
- Grande Medalha de Bronze (documentários e filmes de cultura): Im Schatten des Karakorum por Eugen Schuhmacher
- Pequena Medalha de Ouro (curta-metragem): Zimmerleute des Waldes por Heinz Sielmann
- Pequena Medalha de Prata (curta-metragem): Siam por Ralph Wright
- Pequena Medalha de Bronze (curta-metragem): Pantomimes por Paul Paviot